# Intel 8088
Intel 8088 là một biến thể của vi xử lý 8086, với bus dữ liệu ngoài 8 bit thay vì 16 bit. Các thanh ghi 16 bit được giữ nguyên và giới hạn không gian địa chỉ là 1 MB RAM. 8088 ra mắt vào ngày 1 tháng 7 năm 1979, và được sử dụng trong máy IBM PC và các máy tính sao chép nó.

## Lịch sử và mô tả

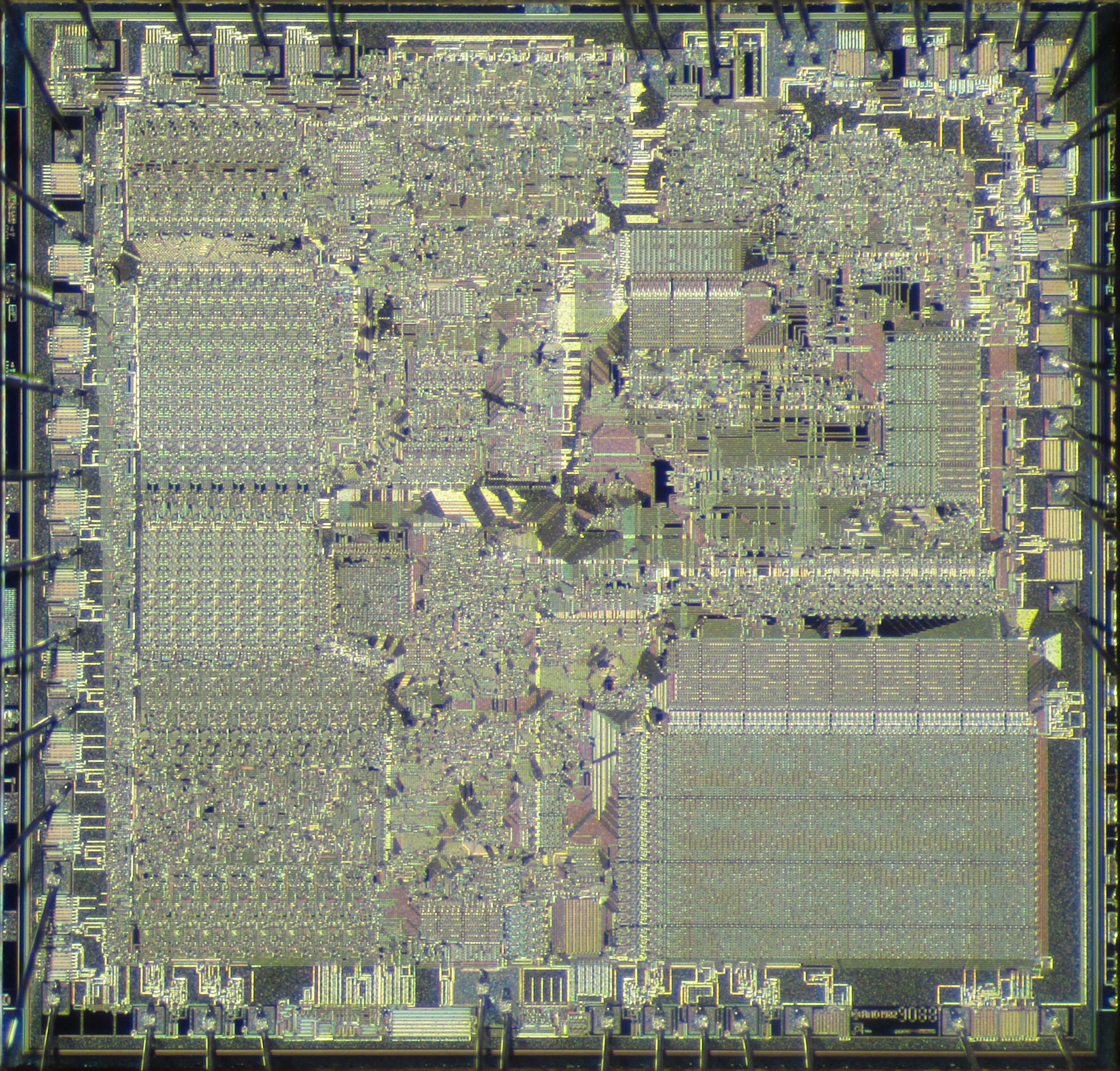
Die of AMD 8088

Đích đến của 8088 là hướng tới các hệ thống tiết kiệm tiền sử dụng thiết kế 8-bit. Bus lớn với chiều rộng chu vi của bảng mạch vẫn còn đắt khi nó ra mắt.  Bộ đệm chờ của 8088 là 4 byte, trái ngược với của 8086 6 byte.
Biến thể của  8088 với tốc độ đồng hồ tối đa hơn 5 MHz, bao gồm 8088-1 trong HMOS và 80C88-2 trong CMOS, cả hai có tốc độ đồng hồ tối đa là 10 MHz.
Một chip tráo đổi chân cắm, V20, sản xuất bởi NEC tăng hiệu năng lên khoảng 20%.

### Những khác biệt so với 8086
8088 có kiến trúc rất giống với 8086. Điểm khác biệt chính là chỉ có 8 đường dữ liệu so với 16 đường của 8086. Tất cả các chân còn lại của 8088 có chức năng gần như y hệt như ở 8086, trừ trường hợp của chân thứ 34,:5–97 và sự đảo ngược tín hiệu của chân IO/M thành IO/M.:5–98

### Hiệu năng
Phụ thuộc vào model, Intel 8088 thực hiện khoảng 0.33 đến 0.75 triệu chỉ thị mỗi giây.

### Sử dụng trong máy tính cá nhân IBM
IBM PC là máy vi tính nổi bật nhất sử dụng 8088. Nó có xung nhịp 4.77 MHz. Các kỹ sư của IBM muốn sử dụng Motorola 68000, nhưng IBM đã từng có kinh nghiệm với chip của Intel và ngoài ra đã có quyền sản xuất 8086.
IBM chọn 8088 thay cho 8086 với lý do từ Intel là giá thành thấp hơn và sản lượng cao hơn. Một yếu tố nữa đó là 8088 cho phép máy tính sử dụng thiết kế dựa trên 8085. 
Hậu duệ của 8088 bao gồm 80188, 80186, 80286, 80386, và 80486 và các vi xử lý tương thích khác cho đến tận ngày nay.

## Hình ảnh

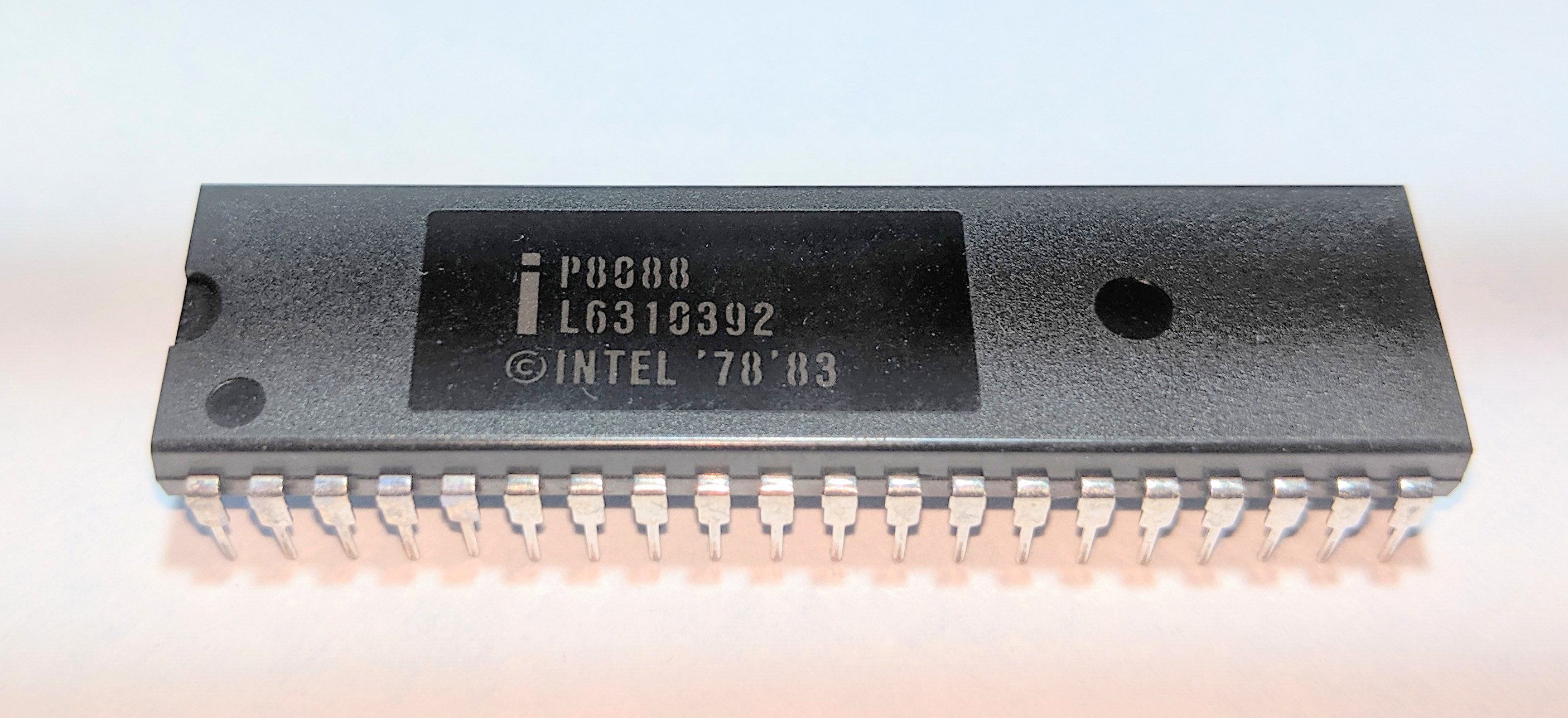
Phiên bản gốc nMOS, 5 MHz trong đóng gói nhựa DIP
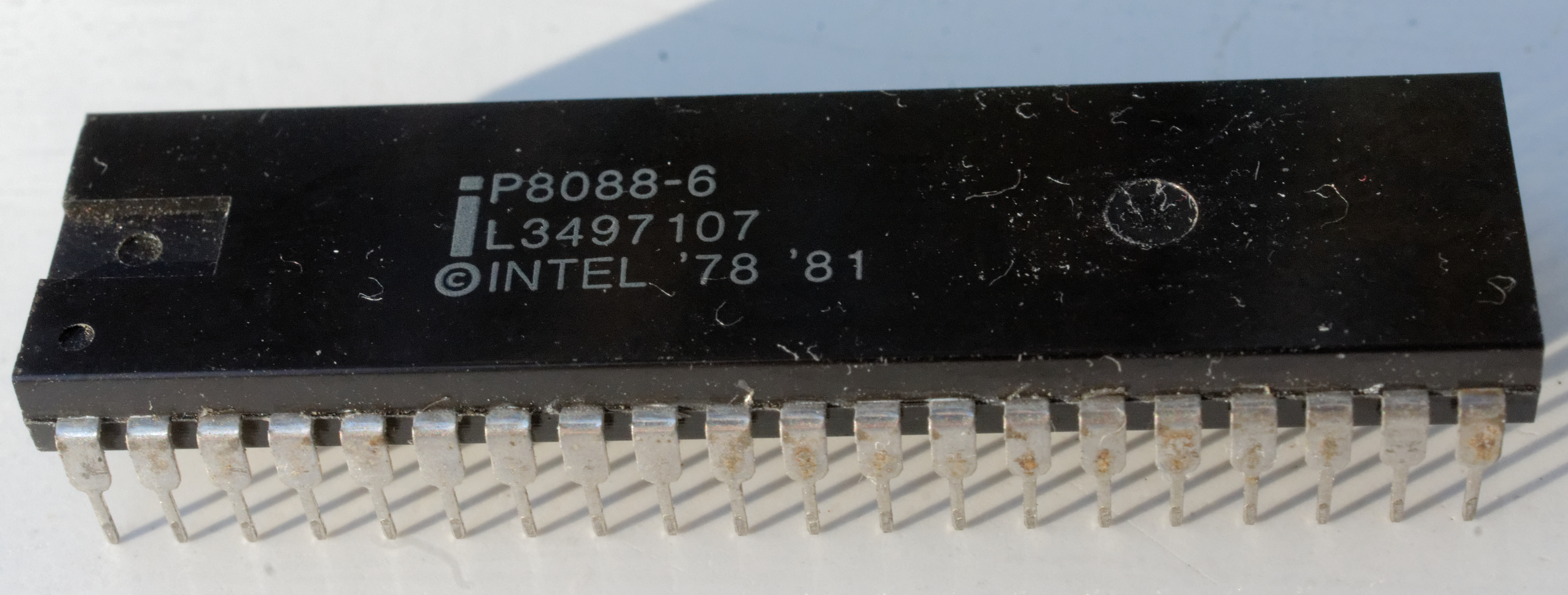
Đóng gói nhựa DIP40 , nhìn trên xuống
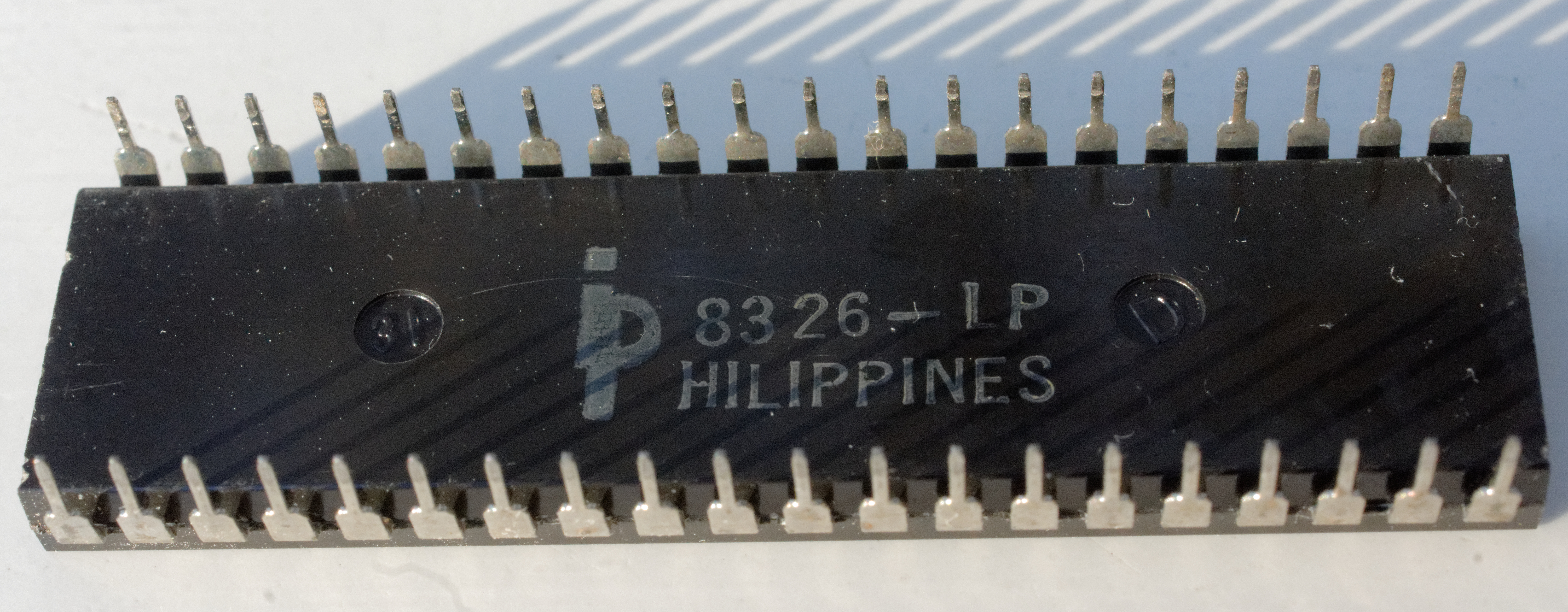
Đóng gói nhựa DIP40 , nhìn dưới lên
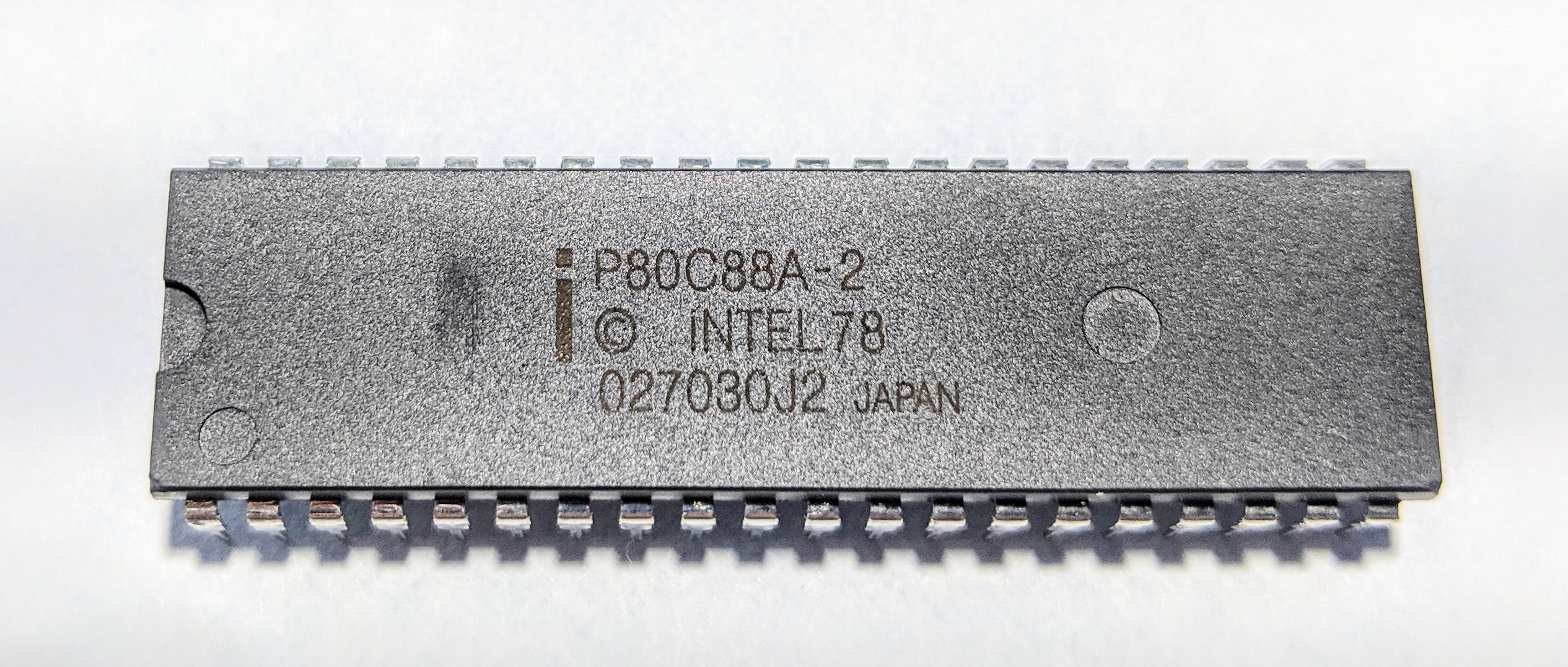
Intel 80C88A-2, phiên bản CMOS sau này
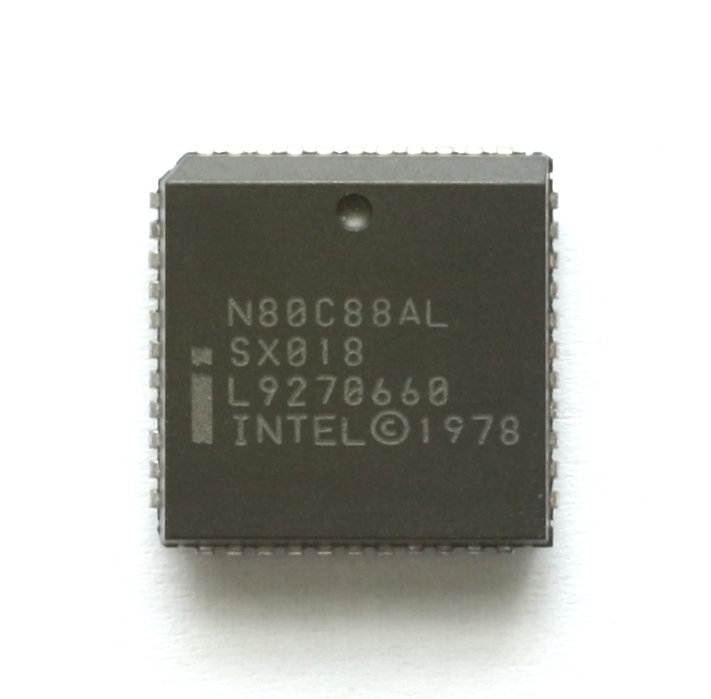
Intel 80C88 trong đóng gói PLCC44

## Các thiết bị ngoại vi
- Intel 8282/8283
- Intel 8284
- Intel 8286/8287
- Intel 8288
- Intel 8289
- Intel 8087